# Tetrada
Tetrada is een geslacht van uitgestorven kreeftachtigen uit de klasse van de Ostracoda (mosselkreeftjes).

## Soorten
- Tetrada (Perplana) bisulcata (Sarv, 1963) Sidaravichiene, 1992 †
- Tetrada (Perplana) pabradensis Sidaravichiene, 1992 †
- Tetrada (Perplana) perplana (Neckaja, 1953) Sidaravichiene, 1992 †
- Tetrada (Tallinnopsis) excisa (Sidaravichiene, 1971) Sidaravichiene, 1992 †
- Tetrada (Tallinnopsis) gudensis Sidaravichiene, 1992 †
- Tetrada (Tallinnopsis) porosicalkeri Sidaravichiene, 1992 †
- Tetrada (Tallinnopsis) ramigalensis Sidaravichiene, 1992 †
- Tetrada (Tallinnopsis) vaiguvensis Sidaravichiene, 1992 †
- Tetrada (Tallinnopsis) ventroconcava (Schallreuter, 1976) Sidaravichiene, 1992 †
- Tetrada (Tallinnopsis) vievensis Sidaravichiene, 1992 †
- Tetrada (Tetrada) iewica (Neckaja, 1953) Schallreuter, 1976 †
- Tetrada (Tetrada) krausei (Steusloff, 1894) Schallreuter, 1976 †
- Tetrada (Tetrada) troppenzorum Schallreuter, 1988 †
- Tetrada calkeri (Bonnema, 1909) Schallreuter, 1976 †
- Tetrada convexa (Bonnema, 1909) Schallreuter, 1976 †
- Tetrada grandis (Sarv, 1959) Schallreuter, 1976 †
- Tetrada hibyi Schallreuter, 1988 †
- Tetrada iewica (Neckaja, 1953) Schallreuter, 1976 †
- Tetrada krausei (Steusloff, 1894) Schallreuter, 1976 †
- Tetrada neckajae Meidla, 1986 †
- Tetrada ovalis (Sarv, 1959) Schallreuter, 1976 †
- Tetrada pseudoiewica Sidaravichiene, 1992 †
- Tetrada sibhamia Schallreuter & Kanygin, 1993 †
- Tetrada troppenzorum Schallreuter, 1988 †
- Tetrada variabilis Meidla, 1986 †